# پسر دلفینی ۲
پسر دلفینی ۲ یک فیلم پویانمایی ایرانی محصول ۱۴۰۳ به کارگردانی محمد خیراندیش است که فیلم‌نامه‌اش را با محمد شکوهی نوشت. این فیلم دنبالهٔ پسر دلفینی (۱۴۰۱) است و ناهید امیریان، حامد عزیزی، مریم جلینی، ثریا قاسمی، شراره حضرتی، ارسلان جولایی، ژرژ پطرسی و تورج نصر از صداپیشگان آن هستند. این انیمیشن تا ۸ خرداد ۱۴۰۴ توانسته بیش از ۴۱۰ هزار مخاطب جذب کند و فروشی نزدیک به ۳۰ میلیارد تومان داشته باشد. 
این فیلم در ۱۷ بهمن ۱۴۰۳ در چهل و سومین دوره جشنواره فیلم فجر به نمایش درآمد و برندهٔ سیمرغ بلورین بهترین پویانمایی و سیمرغ بلورین بهترین فیلم از نگاه تماشاگران شد.

## داستان
پسر دلفینی در این قسمت به چهره‌ای محبوب و قهرمان در بین موجودات دریایی و مردم جزیره تبدیل شده است. این در حالی است که او هیچ دوستی ندارد و خیلی احساس تنهایی می‌کند و به همین خاطر با همکاری ناخدا، سفید و یک کوسه شروع به قهرمان بازی می‌کند.
در سمت دیگر داستان خواجه ماجد که تمام دارایی خود را از دست داده است به دنبال انتقام گرفتن از ناخدا، پسردلفینی و مردم جزیره است و افکار شومی در سر دارد. در ادامه خواجه ماجد برای پیدا کردن یک جزیره مرموز ناخدا مروارید راضی می‌کند تا لنجش را به او بدهد و همین موضوع و اتفاقات بعد از مقدمه آغاز سفر پسردلفینی می‌شود.

## گویندگان
- سرپرست گویندگان در نقش حامد عزیزی
- ناهید امیریان در نقش پسردلفینی
- حامد عزیزی در نقش ناخدا مروارید
- مریم جلینی در نقش سفید
- ثریا قاسمی در نقش بی بی زار
- شراره حضرتی در نقش همسر ناخدا
- ارسلان جولایی در نقش خواجه ماجد
- ژرژ پطرسی در نقش دانشمند (پدر پسر دلفینی)
- تورج نصر در نقش خرچنگ گوشه‌گیر
- جواد پزشکیان در نقش لاکی یا لاک‌پشت

## تولید
پویانمایی پسر دلفینی در ۱۳۹۹ تهیه شده بود، اما به‌دلیل دنیاگیری کووید-۱۹، در سال ۱۴۰۱ به اکران رسید و در فهرست پرفروش‌ترین فیلم‌های روی پرده قرار گرفت و در ۳۰ کشور هم اکران شد. علاوه بر فیلم، یک مجموعهٔ ۲۶ قسمتی هم از اسفند ۱۴۰۲ در شبکه نمایش خانگی منتشر شد. پس از موفقیت پسر دلفینی، در مرداد ۱۴۰۳ کارگردان محمد خیراندیش اعلام کرد که با حضور یک سرمایه‌گذار خارجی پسر دلفینی ۲ در دست ساخت قرار دارد.
شهریار شهرام‌فر مدیر تولید اعلام کرد که ۱۸ ماه زمان برای تولید فیلم داشته‌اند. حامد عزیزی مدیر دوبلاژ گفته که فیلم ناخدا خورشید از ناصر تقوایی الهام‌بخش دوبلهٔ بخشی از این پویانمایی بوده است. این فیلم با سرمایه‌گذاری ۵۰ درصدی شرکت‌های خارجی ساخته شده است.
در ۱ بهمن ۱۴۰۳ اعلام شد که مراحل فنی پسر دلفینی۲ به تازگی به پایان رسیده و نخستین نمایش این فیلم در چهل و سومین دوره جشنواره فیلم فجر خواهد بود.

## موسیقی
محمدامین همدانی تهیه‌کننده اعلام کرد که شروین حاجی‌پور خوانندهٔ تیتراژ پایانی فیلم است و پس از کسب مجوز، آهنگ تیتراژ در اکران نوروزی ۱۴۰۴ با صدای این خواننده پخش خواهد شد.

## انتشار
آبان: پسر دلفینی در ۱۷ بهمن ۱۴۰۳ در چهل و سومین دوره جشنواره فیلم فجر به نمایش درآمد. این فیلم در ۳ اسفند همان سال در سینماهای ایران اکران شد.
به‌گفته تهیه‌کننده، قرار است نسبت به قسمت اول، این فیلم اکران‌های خارجی بیشتری در سینماهای کشورها و همچنین پلتفرم‌ها داشته باشد.